# کریستین اوتو
کریستین اوتو (به آلمانی: Kristin Otto) ورزشکار زن رشتهٔ شنا اهل کشور آلمان شرقی است. وی در سال ‎۱۹۸۸ میلادی در مسابقات بازی‌های المپیک تابستانی سئول در مجموع ۶ مدال طلا را کسب کرد.
او دارای رکورد جهانی ۱۰۰ متر و ۲۰۰ متر در شنای آزاد است. همچنین نخستین زنی است که موفق شد مسافت ۱۰۰ متر کرال پشت را در کمتر از یک دقیقه شنا کند.